# Phlyctenosis robinsoni
Phlyctenosis robinsoni är en skalbaggsart. Phlyctenosis robinsoni ingår i släktet Phlyctenosis och familjen långhorningar.

## Underarter
Arten delas in i följande underarter:
- P. r. robinsoni
- P. r. antennata